# 김순석
김순석(金淳石, 1922년 10월 28일 ~ 1974년 12월 26일) 조선민주주의인민공화국 시인이다.

## 생애

### 해방 전
1922년 10월 28일(일부 자료에는 1921년 10월 28일로 나와 있음) 함경북도 나남시 수남리(현재의 함경북도 청진시 라남구역 일대)에서 태어났다. 빈농이던 김순석 일가는 가난 때문에 1934년 북간도로 이주하여 김순석은 북간도에서 7년간 살았다. 그는 윤동주의 고향이기도 한 용정의 한 사립중학교를 다녔다. 중학교 시절부터 글 읽기, 글짓기를 좋아해 많은 시를 습작하였다.

### 해방 후부터 한국 전쟁기까지
해방 이후 창작 활동을 다시 개시하였고, 함경북도 문예총 조직에 참여했다. 당시 문우들의 도움으로 <산향>, <보리 베는 처녀> 등을 발표했다. 첫 시집 <<새날의 서정>>을 간행하려고 했으나 폭격으로 원고가 소실되었다. 전쟁 중에는 함경북도 문예총 위원장으로 활동하면서 <어랑천> 등의 작품을 발표했다. 전쟁 시기, 그는 종군 작가는 아니었지만, 전쟁 시기 고향 함경북도 사람들의 투쟁 모습을 형상화한 시들을 썼고, 이 시들을 모아 시집 <<영웅의 땅>>을 출간했다.

### 소련여행
휴전 후 1년이 채 지나지 않은 1954년 4년 26일 소련작가동맹 초청으로 소련을 방문해 조선민주주의인민공화국의 조선 작가 대표단의 일원으로 3개월간 소련 각지를 여행했다. 방문 기간 중 소련작가동맹 쉬빠쵸브와 교류한 사건은 그의 시 창작에 새로운 전기를 열어주었다. 그는 쉬빠쵸브와 만나서 나눈 담화를 정리해 <서정시에 대한 담화>라는 글로 자신이 편집위원으로 있었던 <<조선 문학>> 1954년 8월호에 발표하기도 하였다. 1955년에는 소련 방문 때 조소친선에 대해 적었던 시들을 모아 <<찌플리스의 등잔불>>을 간행하였다. 소련 여행은 그의 향토적 미의식이 가장 잘 드러나는 시집 <<황금의 땅>>에도 영향을 끼쳤다.

### 1950년대
1951년에는 한국 전쟁 시 인민군과 같이 활약한 어랑군 주민들의 모습을 그린 <어랑천>을 썼다. 1954년 11월에 조선작가동맹 중앙위원회에서 <<조선 문학>> 편집위원 자리에서 해임됐다. 1955년에는 작가들의 현지 파견으로 고향과 가까운 함경북도 어랑군으로 돌아 왔다. 이 시기 그의 대표 시집인 <<황금의 땅>> 집필에 한창 집중하고 있었다. 1956년부터 조선작가동맹 중앙위원회 시분과 위원장으로 활동했다. 그는 창작 지도의 중심 방향으로 "매개 시인들이 독자적이고 개성적인 목소리로 도식주의를 타파하고 조선의 시문학사에 다양하고 풍부한 쓰찔로써 우리문학의 보다 높은 양양을 기하기 위한 방향에서 사업을 추진시켜야 한다"고 밝혔다.

### <<황금의 땅>> 출간과 지방으로의 좌천
1958년 1월에 시집 <<황금의 땅>>을 출간하였다. 이 시집은 김순석의 전반 창작에서 가장 중요한 작품집으로 평가받는다. 이 시집에는 전후 시기 농촌의 사회주의적 개조 활동에 참여한 경험을 토대로 쓰여진 다수의 시가 실려있다.
그러나 그해 10월 14일 김일성이 '작가 예술인들 속에서 낡은 사상 잔재를 반대하는 투쟁을 힘 있게 벌일데 대한 교시'를 내리자, 조선민주주의인민공화국 시단은 치열한 사상 투쟁이 벌어지게 된다. 김순석 역시 여기서 자유롭지 못했고, 1958년 12월 27일 조선작가동맹 중앙위원회에서 시분과 위원장 직위에서 해임됐고, 1959년 초부터는 부르주아 의식을 청산하지 못한 배부른 개인 취미로 시를 쓰는 작가로 혹독한 비판받고, 희천 공작기계공장으로 노동 개조를 받으러 좌천되었다. 이후로도 김순석에 대한 비판은 계속돼 1959년 5월에는 '소부르주아적 개인 취미에 떨어졌다'는 비판을 받았다. 이후로는 정식 시집을 내지 못하고 몇 편의 시 단편만 발표하게 됐다.

### 1960년대
1962년부터 1968년까지 김일성종합대학에서 시 창작 강의를 담당했으며 이후에는 희천 공작기계공장 현지 파견 작가로 활동했다.

### 시초 <<투사의 노래>>
50년대 말 혹독한 비판을 받고 난 후, 그의 시 시계에 변화가 감지된다. 1965년 그가 낸 시초 <<투사의 노래>>에는 다섯편의 시가 실려 있는데, 대체로 빨치산 투쟁과 조선노동당에 대한 감사를 표하는 내용이다.

### 사망
1974년 12월 16일 김순석은 한국 나이 53세(만 52세)로 짧은 생을 마쳤다.

## 조선민주주의인민공화국내부 평가

### 김순석 개인에 대한 평가
일반적으로 순수한 개인의 서정을 되도록 배제하려고 했던 반면 김순석은 매우 독특하게도 사상성과는 거리가 먼 개인적이면서도 심미적인 시를 많이 썼다. 때문에 현재도 내부적으로 그에 대한 평가는 엇갈리고 있다고 한다. 1950년대 중반까지 그는 조선민주주의인민공화국 시단에서 개성있는 시인으로 평가받았지만, 1959년 반부르주아 투쟁 광풍이 시단에 불어닥치자 '배부른 부르주아적 사고에 물든 시인'이라는 매우 혹독한 평가를 받아야 했다.
한설야는 '그는 현실을 등지고 즐겨 오솔길이나 도랑물을 노래하고 소부르죠아적 애상 가운데서 서정을 찾고 있을뿐만 아니라 내용이 없는 형식주의에 매달려 있다'고 비판했다. 조선민주주의인민공화국의 이정구는 <최근 우리 시문학상에 제기되는 몇 가지 문제>에서 '우리 시인들 중 일부 동무들은 이에 대하여 아직도 심각한 주의를 돌리지 못하고 자기 작품속에 비계급적인 통용어, 비특징적인 지방어를 끌어들임으로 인민들의 언어교양에 좋지 못한 영향을 주고 있다'고 김순석을 포함한 일부 시인들을 비판했다. 현재 조선민주주의인민공화국 내에서 김순석에 대한 체계적인 연구는 거의 없는 것으로 알려져 있고, 다만 일련의 단편으로 발표된 글들, 박팔양의 <시집 '찌플리쓰의 등단불'>, 김명수의 <서정시에 있어서의 전형성, 성격, 쓰찔> 등이 남아있다.

### <<황금의 땅>>에 대한 내부 평가
조선민주주의인민공화국 내 <<황금의 땅>>에 대한 평가는 대체로 냉전 논리 시각을 벗어나지 못한 것이 대부분이다. 조선민주주의인민공화국의 평론가 김북원은 '<<황금의 땅>>은 김순석이 개성, 쓰찔의 다양성, 주제의 확대라는 미명 밑에서 화초와 자연, 사랑과 죽음 등 소위 '영원한 쩨마'의 추구로써 벅찬 현실과는 거리가 먼 시편들에서 손재주를 부렸다'고 비평했다. 박아지의 <시집 '황금의 땅'을 읽고>은 황금의 땅을 읽고 쓴 박아지의 평론이다. 그러나 전체적으로, <<황금의 땅>>은 조선민주주의인민공화국 내에서 올바른 평가를 받지 못하고 있다. 대한민국의 이명재 교수가 편찬하여 내놓은 <<북한문학사전>>에 보면 그의 대표 시집 목록에 <<황금의 땅>>이 유독 빠져있는데, 조선민주주의인민공화국에서는 이 시집을 어떻게 보고 있는지 보여주는 한 예이다.

### 김소월과의 연관성
조선민주주의인민공화국의 엄호석은 <창작에서 공산주의적 당성을 더욱 관철시키자>에서 '애수는 그의 머리에 남아있는 부르죠아 사상 잔재이며 낡은 예술적 관점이다. 그것이 특히 이 시인이 즐겨 모범하고 있는 김소월의 것이라는 것은 비밀이 아니다. 확실히 김순석의 시는 생활보다 예술 자체에 매달려 있으며 인민을 공산주의적으로 교양하려는 열렬한 당성보다 자기의 취미에 보다 많이 열중한다'고 지적하였다. 이 자료로 볼 때 김순석은 시인 김소월의 영향을 받았고, 그의 문학 세계를 상당히 추종하였던 것으로 보인다.

## 조선민주주의인민공화국외부에서의 평가
대한민국에서는 김순석을 높게 평가하는 시각이 다수 존재한다. 문학과 지성사에서 나온 <<북한 문학>>에서는 김순석을 북측 최고의 시인으로 꼽아도 무리가 없을 것 같다고 극찬하였고, 대한민국에서는 조선민주주의인민공화국의 문학에 대해 체계적으로 정리한 이명재의 <<북한문학사전>>(국학자료원, 1996)에서 그의 생애와 창작경향이 간단히 수록돼 있고, 신형기 오성호가 펴낸 <<북한문학사>>(평민사, 2000)에도 짧게 언급돼 있다. 중국 연태대학교 한국어학과 김영수 교수 역시 그의 논문에서 김순석을 북한 시 60년 역사에서 매우 독특한 위치를 차지하고 있는 시인으로 보았다. 중국에서 최초로 김순석을 다룬 평론은 <김순석과 그의 시에 대하여>이고, 이후 김병민 외 2인이 연변대학출판사에서 펴낸 <<조선ㅡ한국 당대문학사>>에 잠깐 인용됐다.

## 김순석 시문학의 의의
첫째 조선민주주의인민공화국 출신 시인들 속에는 흔하지 않은, 가장 특색있고 예술 감각이 돋보이는 시편들을 썼다. 둘째 그의 작품 세계는 방언과 아름다운 순우리말을 바탕으로 한 짙은 향토적 색채를 띠고 있다. 셋째 3.4조, 4.4조의 민족적 음수율과 고전적 어투의 언어리듬감각, 종결어미(시 말미에 '......'으로 마무리는 경향) 등을 작가적 개성과 함께 결합하여 효과적으로 사용하여 한민족 전통 시가의 정서와 품격이 드러나는 시를 썼다. 넷째, 조선조 시조의 여유로움과 운치를 계승하는듯한 특징이 엿보인다. 다섯째, 김소월의 사랑시를 연상시키는 시가 있는데, 그 속에는 운율, 표현형식 면에서 민족전통시가와의 맥락을 다분히 공유하고 있다. 여섯째 북한문학이 취급하기 꺼려하였던 대담한 주제와 제재를 도입하려고 했다.

## 김순석의 시문학의 시대적 배경
연태대학교 한국어학과 교수 김영수는 그의 논문에서 김순석이 50년대 말 조선민주주의인민공화국 내에서 비교적 독특한 시 세계를 만들어갈 수 있었던 이유를 다음과 같이 정리했다. 첫째 50년 남북의 문학이 많은 동질성을 갖고 있었다. 둘째 스탈린 서거 후, 흐로초프의 스탈린 비판이 이루어지자 자유로운 문학적 활동이 가능해졌다. 셋째 한국 전쟁 후부터 60년대 주체 문학 대두 전까지, 조선민주주의인민공화국 문학계 내부에서 행정 권력의 문학에 대한 과도한 개입에 대한 반발이 부분적으로 일어났었다. 넷째 스탈린 사후 소련 문학계에 활발한 움직임이 있을 때 김순석이 소련을 방문하여 그 영향을 받고 왔다.

## 시집
- <<영웅의 땅>>(1953)
- <<찌플래스의 등잔불>>(1955)
- <<황금의 땅>>(1958. 1)
- <<호수가의 모닥불>>
- 시초 <투사의 노래>

## 대표작
초기작
- <산향>

그의 대표 시집 <<황금의 땅>>(1958)에 수록된 대표적인 시
- <마지막 오솔길>
- <황진이 앞에>
- <황소싸움>
- <원한다 고향의 길섶에 산비탈에>
- <북관의 봄>
- <송아지>
- <깊은 밤에>
- <망망한 바다우에>
- <하늘에는 별빛이>
- <들창밖이 하도 밝아서>

## 참고자료
이명재 편저 <<북한문학사전>>(국학자료원, 1996)
 김영수 <김순석의 시적 행로와 향토적 미의식의 확대 : <<황금의 땅>>을 중심으로>(한국국어교육학회, 2005)
 신형기, 오성호, 이선미 엮음, 한국 문학 전집 <<북한 문학>>(문학과 지성사2007)
 최미란 저 <김순석 연구>(한국학중앙연구원 한국학대학원, 2007)